# Tabanus pratti
Tabanus pratti är en tvåvingeart som beskrevs av Ricardo 1911. Tabanus pratti ingår i släktet Tabanus och familjen bromsar. Inga underarter finns listade i Catalogue of Life.